# 丹尼尔·苏亚雷斯
丹尼尔·苏亚雷斯（英語：Daniel Suarez，1964年12月21日—）为美国信息技术顾问，美国小说家。

## 生平
1964年，苏亚雷斯出生在美国。苏亚雷斯写了一系列的科幻小说，第一本就是《Daemon》，2006年，这本书在他自己的公司金融出版社出版发行。2009年1月8日，《Daemon》由一家专业的出版社再版发行。2010年1月7日，《Daemon》的续集出版发行。
2011年，苏亚雷斯宣布他的第三本小说正在紧锣密鼓的创作中，将描述“未来一代人的无人机战争”。

## 作品
- Daemon （2006年） ISBN 978-0-9786271-0-2 paperback；（2009年） hardcover re-release ISBN 978-0-525-95111-7
- Freedom （2010年） ISBN 978-0-525-95157-5
- Kill Decision （2012年） ISBN 978-0-525-95261-9